# Verschwende Deine Jugend
Verschwende Deine Jugend ist ein Buch von Jürgen Teipel, das am 17. Oktober 2001 im Suhrkamp Verlag Frankfurt erschien und den Untertitel Ein Doku-Roman über den deutschen Punk und New Wave trägt.
Der Autor hat in seinem Roman die Erinnerungen von etwa hundert der Musikszene angehörigen Künstlern aufgezeichnet und damit einen Teil der aufkommenden Jugendkultur Punk und die Entstehung der deutschsprachigen Punkmusik, New Wave und Neue Deutsche Welle in den Städten Berlin, Hamburg und Düsseldorf von 1976 bis 1983 beleuchtet. Der Titel des Buches ist dem gleichnamigen Lied der Düsseldorfer Band DAF entlehnt.

## Entstehung
Über Please Kill Me von Legs McNeil und Gillian McCain, ein Buch über die Punkbewegung in Amerika, hatte Jürgen Teipel 1997 für die Berliner Zeitung eine Rezension geschrieben. Die hohe Resonanz auf seinen Artikel war der Anstoß für Teipel ein ähnliches Buch auch für Deutschland zu verfassen. Die folgenden drei Jahre führte Teipel unzählige Gespräche mit Musikern, Autoren von Fanzines, Inhabern von Plattenläden oder Kneipenwirten aus den späten 1970er bis frühen 1980er Jahren, die er zunächst auf Tonband aufzeichnete und anschließend auf 1200 Seiten zu Papier brachte. Mit fast allen Personen hatte er sich in einer Kneipe getroffen, einige Gespräche führte er per Telefon. Mit Upstart, Milan Kunc, Karel Dudesek, Scumeck Sabottka, Christoph Schlingensief und Walter Moers kam kein Termin zu Stande.
Danach stellte Teipel sich die Aufgabe, die wesentlichen Erzählungen für sein Buch auszuwählen und zu sortieren. Annette Benjamin, Norbert Hähnel, Rocko Schamoni, WestBam, Tom Dokoupil von der Band The Wirtschaftswunder und Moritz von Oswald räumte Teipel wenig Platz ein; Buttocks, Kosmonautentraum, Liliput bzw. Kleenex, Materialschlacht, Der moderne Man, Saal 2, Salinos sowie Andy Giorbino, Dagowops, Die Radierer und „Sprung aus den Wolken“ wurden nicht erwähnt.

## Inhalt

### Form und Themen
Das Buch beginnt mit einem vierseitigen Vorwort von Jürgen Teipel.
Anschließend unterteilt der Autor in 28 Kapitel, fasst diese in drei Teile, einen Prolog und einen Epilog chronologisch zusammen und reiht, wie er es nennt, „hundert verschiedene Wahrheiten“ aneinander.
Jede Anekdote stellt Teipel deutlich als Einzelzitat dar, indem er den Namen des jeweiligen Erzählers in Fettschrift voranstellt. Der Autor tritt weder als Fragesteller in Erscheinung, noch gibt er Kommentare zu den Erzählungen ab. Für das Buch wählt Teipel ausschließlich seine Gesprächspartner aus Berlin, Hamburg und Düsseldorf. Fast alle spielten damals in Bands oder bewegten sich direkt in deren Umfeld. Durch die Anreihung verschiedener, individueller Geschichten und Sichtweisen, die jedoch Bezug zueinander haben und zeitlich aufeinander abgestimmt sind, entsteht eine rückblickende Studie der damaligen Musikszene in Form eines Gesellschaftsromans.
Die Themen befassen sich mit Selbstfindung und Persönlichkeitsentwicklung, Bildung der politischen Meinung, Protest gegen die bestehende Ordnung, Entwicklung der eigenen Sexualität, Freundschaften und Zerwürfnisse untereinander, der Umgang mit Alkohol, Drogen und alle Einflüsse auf die Kreativität der jungen Künstler. Schauplätze sind neben den Übungsräumen der Bands u. a., in Düsseldorf der Ratinger Hof, die Markthalle Hamburg, der Plattenladen „Rip Off“, die „Marktstube“ und das „Krawall 2000“, in Berlin der Dschungel, die „Music Hall“ und das SO36.
Dem Buch sind kurze Anmerkungen zur Biografie jedes Erzählers, sowie eine Zeittafel mit den, von Teipel für die Handlung als wichtig empfundenen Ereignissen von Ende 1976 bis Juli 1983, angehängt. Eine Auswahl von elf Fotos illustriert den Text.

### Personen
Aus der Düsseldorfer Szene stammen: Frank Fenstermacher, Moritz Reichelt, Peter Hein, Martin Kippenberger, Markus Oehlen, Franz Bielmeier, Xao Seffcheque und Muscha von den Bands Fehlfarben, Der Plan, Mittagspause, Charley’s Girls und Family 5; Robert Görl, Wolfgang Spelmanns, Gabi Delgado, Michael Kemner, Pyrolator und Chrislo Haas von DAF; Jürgen Engler und Bernward Malaka von Male, später Die Krupps; Thomas Schwebel, Uwe Jahnke, Harry Rag, Ralf Dörper und ihr Produzent Holger Czukay von S.Y.P.H.; Trini Trimpop, Käptn Nuss, Tommi Stumpf, Meikel Clauss und Tobias Brink von KFC. Des Weiteren äußern sich Campino, Ralf Isbert und Claus Fabian von ZK; Martina Weith von der Frauenpunkband Östro 430, der Fotograf ar/gee gleim und Szenewirtin Carmen Knoebel vom Ratinger Hof.
Aus ihrem Umfeld in Berlin erzählen: Blixa Bargeld, Alexander Hacke und N. U. Unruh von Einstürzende Neubauten; Beate Bartel, Gudrun Gut und Bettina Köster von der Frauenband Mania D, Padeluun und Mike Hentz von Minus Delta t; Inga Humpe und Annette Humpe von den Neonbabies und Ideal; Wolfgang Müller Mitglied der Band Die Tödliche Doris.
Es erinnern sich Ben Becker und sein Freund Fetisch Bergmann. Einige Sätze sprechen
Nina Hagen und Annette Benjamin, Sängerin von Hans-A-Plast und Burkhardt Seiler, Inhaber des Zensor-Plattenladens und -labels.
Die Hamburger Musikszene vertreten: Margita Haberland, Axel Dill, Frank Z und FM Einheit von Abwärts; Ale Sexfeind von der Band Die Goldenen Zitronen und Thomas Meinecke von F. S. K.; Ralf Hertwig und Thomas Fehlmann von Palais Schaumburg; Timo Blunck, Christian Kellersmann und Detlef Diederichsen von Ede & Die Zimmermänner; Andreas Dorau und Hagar, die zeitweise in Doraus Band gesungen hatte, Gode, Gitarrist bei den Bands „Coroners“, „Front“ und Mona Mur & Die Mieter. Frieder Butzmann Elektroniker/Saxophonist bei „Liebesgier“.
Es erzählen zudem Jäki Eldorado, der Sounds-Autor und Inhaber von Zickzack Records Alfred Hilsberg, der Schriftsteller Peter Glaser, die Szenekneipenwirtin Kerstin Eitner und Klaus Maeck Inhaber des „Rip Off“ Ladens und Diedrich Diederichsen, Redakteur der Musikzeitschrift „Sounds“, Mitglied bei „Die nachdenklichen Wehrpflichtigen“ und Flying Klassenfeind.

## Lesetour und Dokumentarfilm
Unter der Regie der Informatikerin Sigrid Harder wurden die Originaltöne der Interviewaufzeichnungen Teipels auf zirka 90 Minuten Spielzeit zusammengeschnitten und mit Bildern und Musikbeispielen ergänzt. Auf seiner Lesetour im Jahr 2002 präsentierte er diese Daten dem Publikum von seinem Laptop aus und las nicht, wie sonst üblich, persönlich aus seinem Buch vor. 2004 wurde das Material als Dokumentarfilm mit dem Titel Verschwende Deine Jugend.doc veröffentlicht.
Teipel stellte seine Dokumentation zudem in der Ausstellung Zurück zum Beton vom 7. Juli bis zum 15. September 2002 in der Kunsthalle Düsseldorf vor.
An dem Spielfilm Verschwende deine Jugend war Teipel weder beteiligt, noch basiert er auf seinem Buch. Zudem nahm Teipel öffentlich Abstand vom Spielfilm und bezeichnete ihn als „politisch völlig unreflektiert“ und „nicht mehr als eine nette Geschichte“.

## Musikalbum
2002 stellte Jürgen Teipel in Zusammenarbeit mit Frank Fenstermacher eine Hörausgabe seines Buches zusammen, die bei Universal Music in Zusammenarbeit mit Ata Tak veröffentlicht wurde. Die Doppel-CD enthält neben den O-Tönen der Protagonisten zahlreiche restaurierte Originalsongs aus der beschriebenen Zeit.
| CD 1 1. Mittagspause: Testbild 2. Mittagspause: Innenstadtfront 3. Male: Risikofaktor 1:X 4. Male: Zensur, Zensur 5. S.Y.P.H.: Zurück zum Beton 6. S.Y.P.H.: Industriemädchen 7. S.Y.P.H.: Lachleute & Nettmenschen 8. Neonbabies: Eisenleer (Depressiv) 9. Neonbabies: Blaue Augen 10. Hans-A-Plast: Man of Stone 11. KFC: Stumpf ist Trumpf 12. Mittagspause: Herrenreiter 13. Fehlfarben: Abenteuer & Freiheit 14. Östro 430: Sei lieb 15. Ede & Die Zimmermänner: So froh 16. Der Plan: Wir werden immer mehr 17. DAF: Ich und die Wirklichkeit 18. DAF: Kebabträume 19. The Wirtschaftswunder: Ich liebe Metall 20. Pyrolator: It Always Rains in Wuppertal 21. Frieder Butzmann: Waschsalon Berlin 22. Mania D: Herzschlag 23. Einstürzende Neubauten: Zuckendes Fleisch 24. Abwärts: Computerstaat 25. Horst Herold: Wir kriegen sie alle | CD 2 1. Der Plan: Da vorne steht 'ne Ampel 2. Andreas Dorau: Sehnsucht nach dem Osten 3. The Wirtschaftswunder: Der Kommissar 4. Die Radierer: Angriff auf’s Schlaraffenland 5. Fehlfarben: Apokalypse (Ernstfall) 6. Fehlfarben: Gott sei dank nicht in England 7. KFC: Wie lange noch 8. ZK: Dosenbier 9. ZK: In der Ecke stehen 10. Freiwillige Selbstkontrolle: Was kostet die Welt 11. Palais Schaumburg: Telephon 12. Andreas Dorau & die Marinas: Tulpen und Narzissen 13. Andreas Dorau & die Marinas: Fred vom Jupiter 14. Die Krupps: Wahre Arbeit, wahrer Lohn 15. Palais Schaumburg: Wir bauen eine neue Stadt 16. Einstürzende Neubauten: Kalte Sterne 17. Die Tödliche Doris: Sieben tödliche Unfälle im Haushalt 18. Malaria!: Your Turn to Run 19. Tommi Stumpff: Ich will gewinnen 20. Pyrolator: 180° 21. Liaisons Dangereuses: Etre assis ou danser 22. DAF: Verschwende Deine Jugend 23. Xao Seffcheque: Happy New Wave 24. Die Toten Hosen: Jürgen Engler gibt 'ne Party |

## Rezeption
In der Neuen Musikzeitung schreibt Helmut Hein, dass bei Teipel „die Geschichte einer Generation vollkommen ungeschönt daher kommt: als Theater der hundert Stimmen, als unaufhörlich-mäandernde Gedanken- und Gefühls-Collage all derer, die dabei gewesen sind.“
Teipel hat aus der Sicht des Rezensenten Aram Lintzel in der Neuen Zürcher Zeitung „das Problem gut gemeistert, dass sich Begebenheiten aus dem Pop/Punk-Spektrum grundsätzlich einer ‚linearen Geschichtsschreibung‘ verweigern.“ Ebenso schreibt Peter Mühlbauer auf Heise online von einer „zeitlich und sachlich strukturierten Sammlung von Oral-History-Geschichtsquellen.“
In der Frankfurter Rundschau kritisiert Jörg Heiser „reichliche Redundanz“, wenn Teipels Gesprächspartner „immer wieder die gleiche stumpfsinnige Geschichte von Abgrenzungsscharmützeln, Kampftrinken und Saalschlachten“ zum besten geben („Die ganze Szene muss von Gruppenparanoia durchdrungen gewesen sein“), spannend findet er den vielstimmigen Chor, der älteren Protagonisten, „wie sie sich vielleicht zum ersten Mal Klarheit über ihre frühen Triumphe und späteren Zusammenbrüche verschaffen“.
Aufbauend auf den Erfolg von Verschwende Deine Jugend brachte der Suhrkamp-Verlag in der Folgezeit weitere, anhand von Einzelinterviews collagierte „Doku-Romane“ heraus, die sich ebenfalls musikalischen Subkulturen in Deutschland widmeten. Der Klang der Familie: Berlin, Techno und die Wende (2012) von Felix Denk und Sven von Thülen behandelt die Techno-Szene der Neunzigerjahre im wiedervereinigten Berlin; Electri_City: Elektronische Musik aus Düsseldorf (2014) von Rüdiger Esch beleuchtet die Musikszene um die Bands Kraftwerk, Neu! und DAF; und in Future Sounds: Wie ein paar Krautrocker die Popwelt revolutionierten (2021) von Christoph Dallach geht es um Krautrock und Kosmische Musik aus den Siebzigerjahren.

## Veröffentlichung
- Jürgen Teipel: Verschwende Deine Jugend. Ein Doku-Roman über den deutschen Punk und New Wave. Suhrkamp, Frankfurt/Main 2001, ISBN 3-518-39771-0.
- Jürgen Teipel, Frank Fenstermacher: Verschwende Deine Jugend. Punk und New Wave in Deutschland, 2002, Universal Musik, Doppel-CD.